# Gioacchino Beccaria
Gioacchino Beccaria (zm. 1523?) – włoski dominikanin i inkwizytor.

## Życiorys
Pochodził z Pawii. Wstąpił do zakonu dominikanów w swym rodzinnym mieście i od 1502 był studentem w studium generale miejscowego konwentu św. Tomasza. W 1508 uzyskał tytuł magistra na uniwersytecie w Pawii, co oficjalnie zaaprobowała kapituła generalna zakonu obradująca w Genui w 1513. Od 10 kwietnia 1509 sprawował urząd inkwizytora Pawii. Na krótko (ok. 1519–1521) jego jurysdykcja była rozszerzona także na okręg Mediolanu.
Dokładna data jego śmierci nie jest znana. Ostatnie wzmianki dokumentacyjne o nim pochodzą z lat 1520–21, jednak jego następca na urzędzie inkwizytora Pawii, Bartolomeo da Piacenza, został mianowany dopiero 9 października 1523, co wskazuje, że Gioacchino Beccaria zmarł prawdopodobnie niedługo przed tą datą.

## Działalność inkwizytorska
Pomimo że archiwa włoskiej inkwizycji z początku XVI wieku niemal w całości zaginęły, zachowały się dowody dokumentujące następujące procesy inkwizycyjne przeprowadzone przez Beccarię oraz jego wikariuszy:
- luty 1519, Mediolan – Simona Ostera di Porta Comasina oskarżona o czary i spalona na stosie na placu przed konwentem S. Eustorgio;
- styczeń 1520, Cassano d’Adda – proces przeciwko pięciu kobietom oskarżonym o czary, prowadzony przez Gioacchino Beccarię wraz z jego wikariuszem Tommaso da Alessandria. Trzy oskarżone spalono na stosie, pozostałe dwie po krótkim uwięzieniu wypuszczono na wolność.
- marzec (?) 1520, Monza – Giacomo da Seregno skazany na śmierć i spalony jako czarownik prawdopodobnie przez jednego z wikariuszy Beccarii.
- marzec–czerwiec 1520, Venegono Superiore – proces o czary przeciwko siedmiu kobietom i jednemu mężczyźnie, prowadzony przez dwóch wikariuszy Beccarii, Battistę da Pavia i Michele da Aragona. Sześć kobiet spalono na stosie, jedna kobieta zmarła przed końcem procesu i spalono jej zwłoki, natomiast mężczyznę skazano na wygnanie.